# Neumarkt im Hausruckkreis
Neumarkt im Hausruckkreis – gmina targowa w Austrii, w kraju związkowym Górna Austria, w powiecie Grieskirchen. Liczy 1 425 mieszkańców.

## Współpraca
Miejscowość partnerska:
- Laboe, Niemcy